# Lijst van vaktermen in de vestingbouwkunde
Deze pagina bevat een alfabetische lijst van de belangrijkste vaktermen uit de vestingbouw, met verklaringen.

## Alfabetische lijst

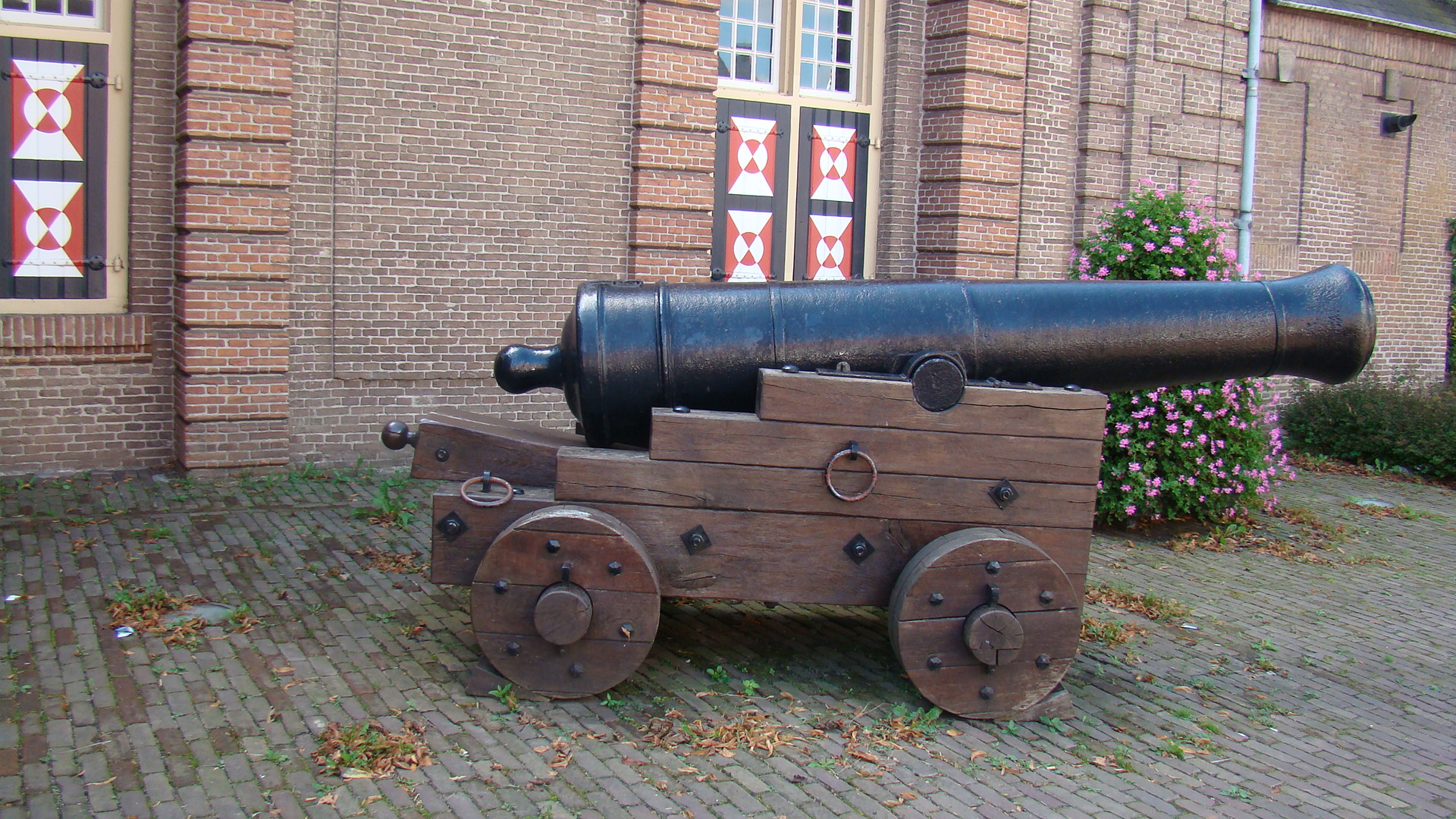
Affuit voor de stadspoort te Grave

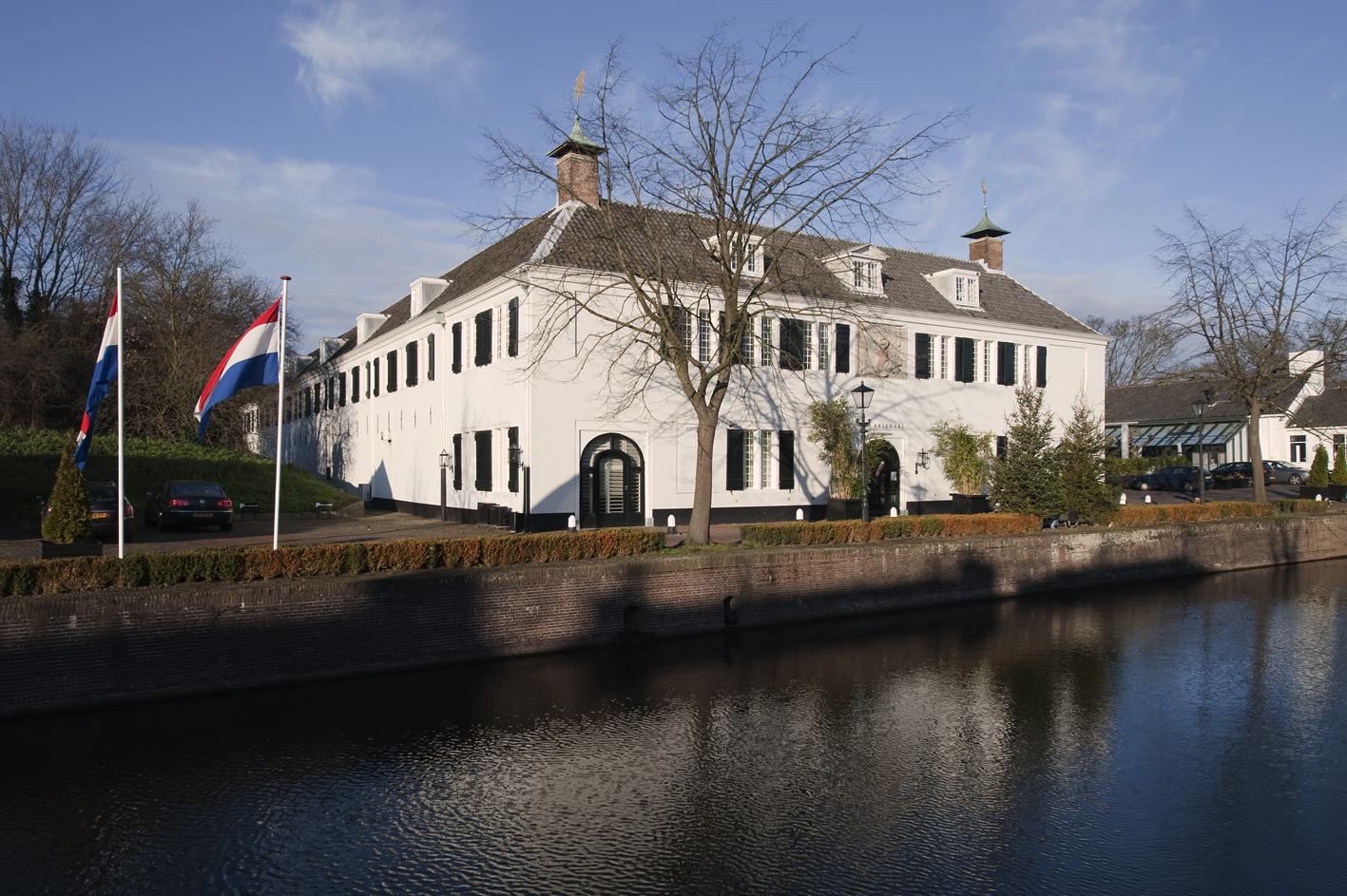
Arsenaal in Naarden

### A
AccesToegang tot het achter een inundatie gelegen land in de vorm van een hoog terreingedeelte, dijk, kade, land-, spoor- of waterweg.
AccespostBatterij of fort om een acces af te sluiten. Voorbeelden zijn Fort Spion in Loosdrecht of Fort Asperen.
AffuitOnderstel van een kanon.
AfsnijdingWal ter afsluiting van een bres of verschansing voor de binnenverdediging van een buitenwerk.
AmorceBegin van vestingwerkaanleg. Ook: niche in de muur van een mijngalerij.
ApprocheNaderingsloopgraaf, meestal zigzagvormig.
ArsenaalOpslagplaats voor wapens in een fort of garnizoensstad.
AvancéeBuitenwerk voor de uitgang van een stadspoort.

### B

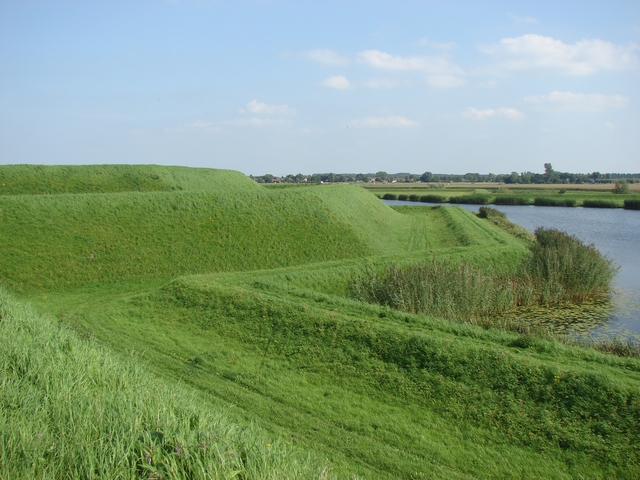
Bastion in Heusden

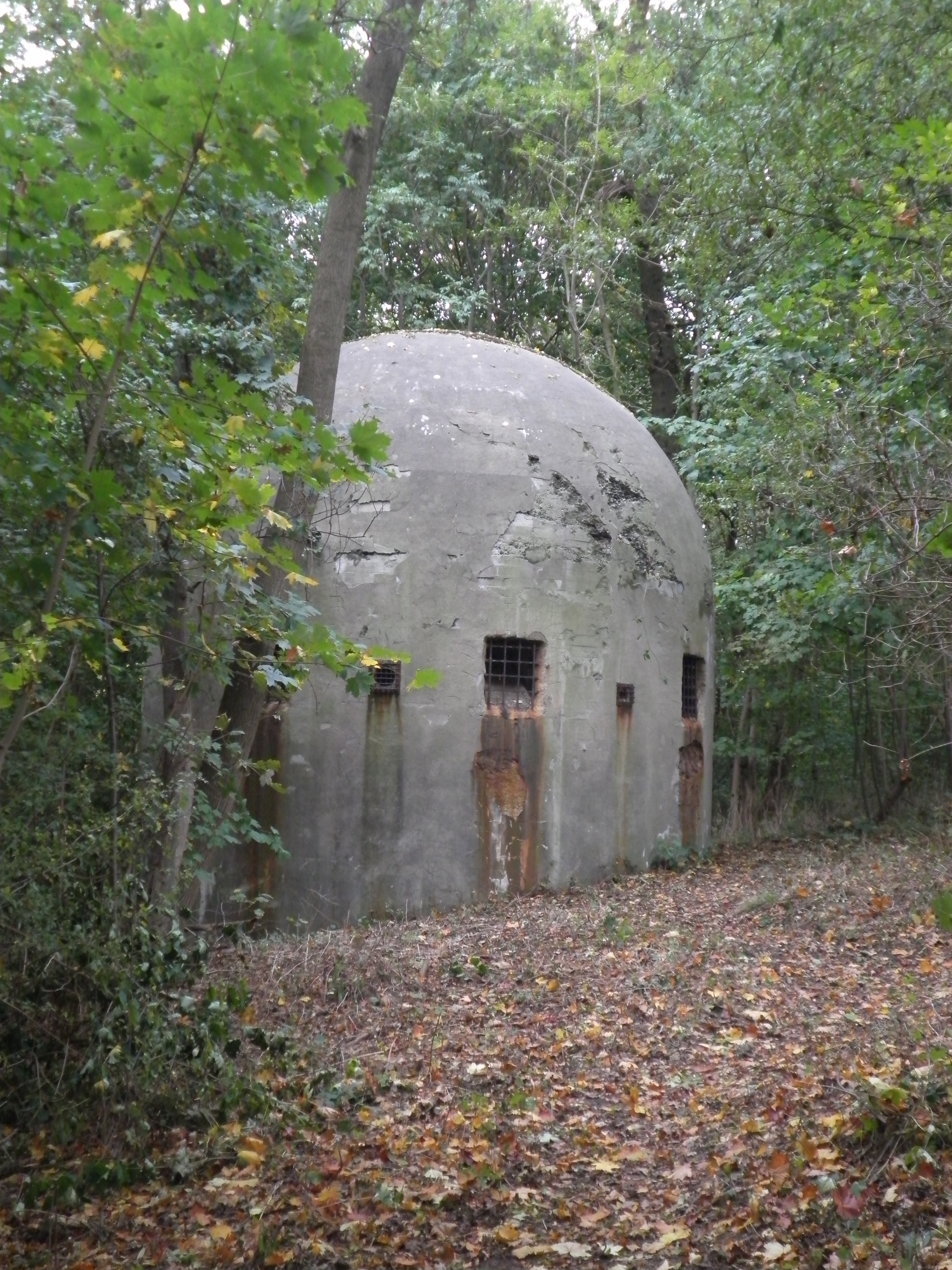
Bunker als onderdeel van Fort Eben-Emael

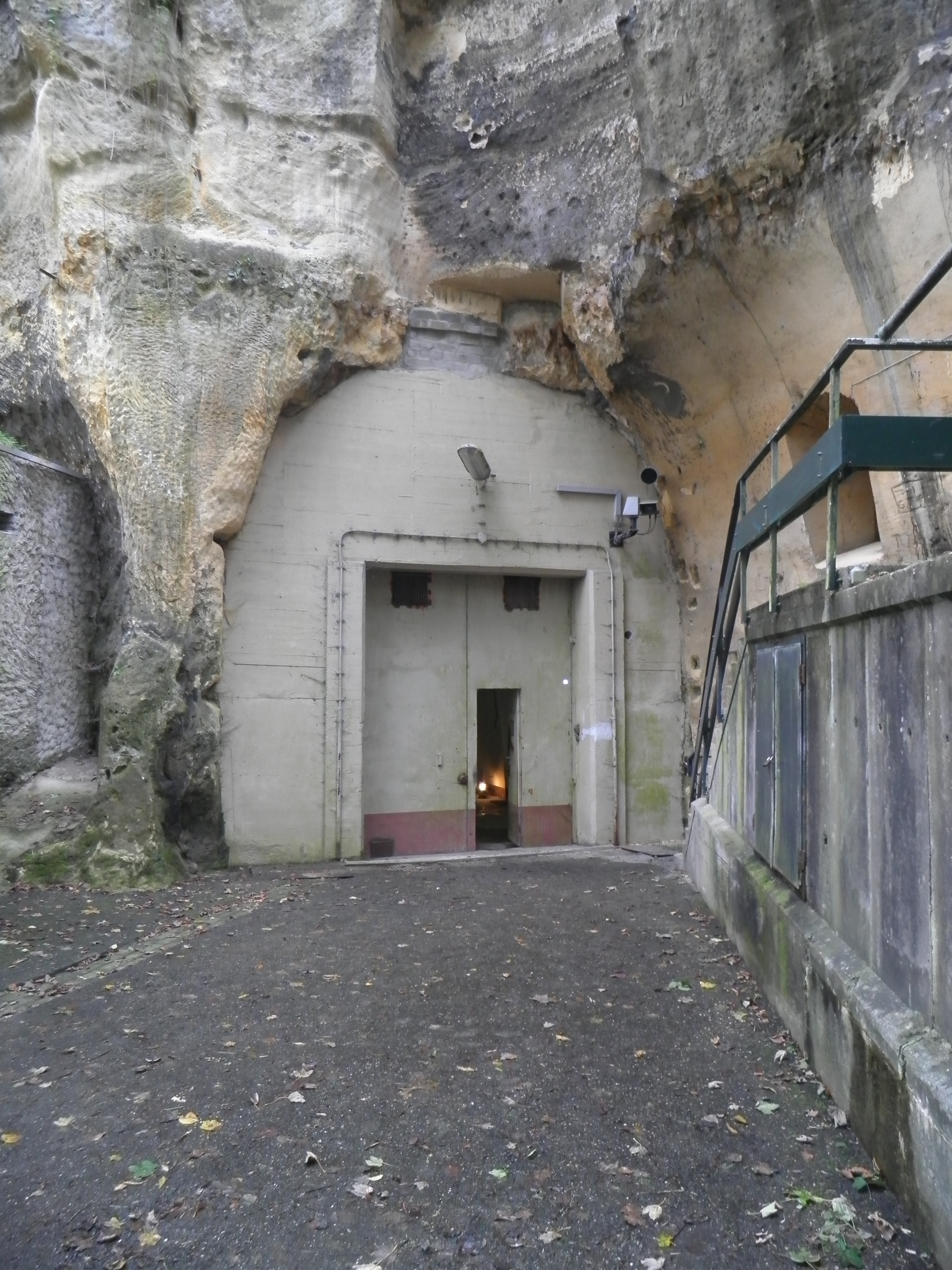
Ingang NAVO-bunker Cannerberg

Banket of banquette of barbetteDoorgaande ophoging achter de borstwering van een vestingwal of in een loopgraaf, voor infanterie om over de borstwering te kunnen schieten.
BarbacaneBolwerk als bescherming voor of om een poort, weg of brug. Voorbeelden van intacte barbacanes zijn te vinden in Elburg. Andere voorbeelden zijn de door muren aan de hoofdpoort verbonden voorpoort bij de Amsterdamse Poort in Haarlem en de Noordhavenpoort in Zierikzee.
Barbette of geschutsbankVerhoging voor het opstellen van geschut, zodat het over de borstwering heen kon schieten.
BastionVijfhoekige uitbouw in een vestingwal, speciaal ter bestrijding van een dode hoek.
Bastei (vesting)Grote, lage, halfronde toren met geschutsstellingen in een vestingmuur. Ontworpen door Albrecht Dürer, de voorloper van het bastion.
BatterijGroep geschut van hetzelfde kaliber dat als een eenheid vuur geeft, of een plaats waar deze kanonnen worden opgesteld.
Bedding of batterijhoutOpstelvlak, meestal van hout, voor geschut om het richten te vergemakkelijken.
Bedekte wegDoorlopende weg om een vesting heen, gedekt door een extra vestingwal of door een glacis.
BeerDam in een vestinggracht om het zoete water in de vestinggracht te scheiden van zout of sterk stromend water van een grote waterpartij (zee, meer, rivier).
BekledingsmuurMuur aan de voet van een verdedigingswerk, die het afkalven van de aarden wal voorkwam. Ook kon men hierdoor het talud van de wal steiler maken.
BermSmalle strook grond aan de voet van het talud of escarp van de hoofdwal, glacis of dam.
Bestreken hoekPunt van een verdedigingswerk (bestrijken = onder vuur nemen).
BinnenpolygoonIn het polygonaal stelsel de lijn die loopt door de denkbeeldig naar binnen verlengde courtines. De hoekpunten liggen dus in de keel van de bastions.
BlindeIn aarde of hout uitgevoerde dekking tegen rug- of zijvuur.
BlokhuisOude benaming voor een verdedigingswerk, dat kon variëren van een eenvoudig bouwsel van halve boomstammen tot kasteelachtige bouwwerken.
BolwerkVaak ronde uitbouw van een vestingmuur. Hieronder vallen ook rondeel en bastei.
Bonnet of bonneteVerhoging op het bovenvlak van een Borstwering ter bescherming tegen enfileervuur.
Bonnet-traverseTraverse aan de facen van een saillant die door hun ligging beide saillanten dekking geven.
BorstweringDichte, lage muur tot borsthoogte, ter verdediging van de mensen die zich op de vestingwal bevonden.
Bres (vesting)Opening in de muur of wal van een vesting, gemaakt met behulp van kanonvuur, een mijn of een stormram. Als de bres groot genoeg was konden de belegeraars overgaan tot een bestorming.
BruggenhoofdVersterkte stelling ter verdediging van een brug, waarvan de rugzijde naar de rivier gekeerd is.
BruggeschansZie barbacane.
BuitenpolygoonIn het polygonaal stelsel de lijn die loopt door de saillanten van de bastions.
BuitenwerkenAlle onderdelen van een vesting die voor de hoofdwal liggen maar nog binnen de bedekte weg/glacis liggen: contregarde, couvre-face, halve maan, hoornwerk, kroonwerk, ravelijn, tenaille.
BunkerUit het Duits afkomstige benaming voor in beton uitgevoerde kazematten.

### C

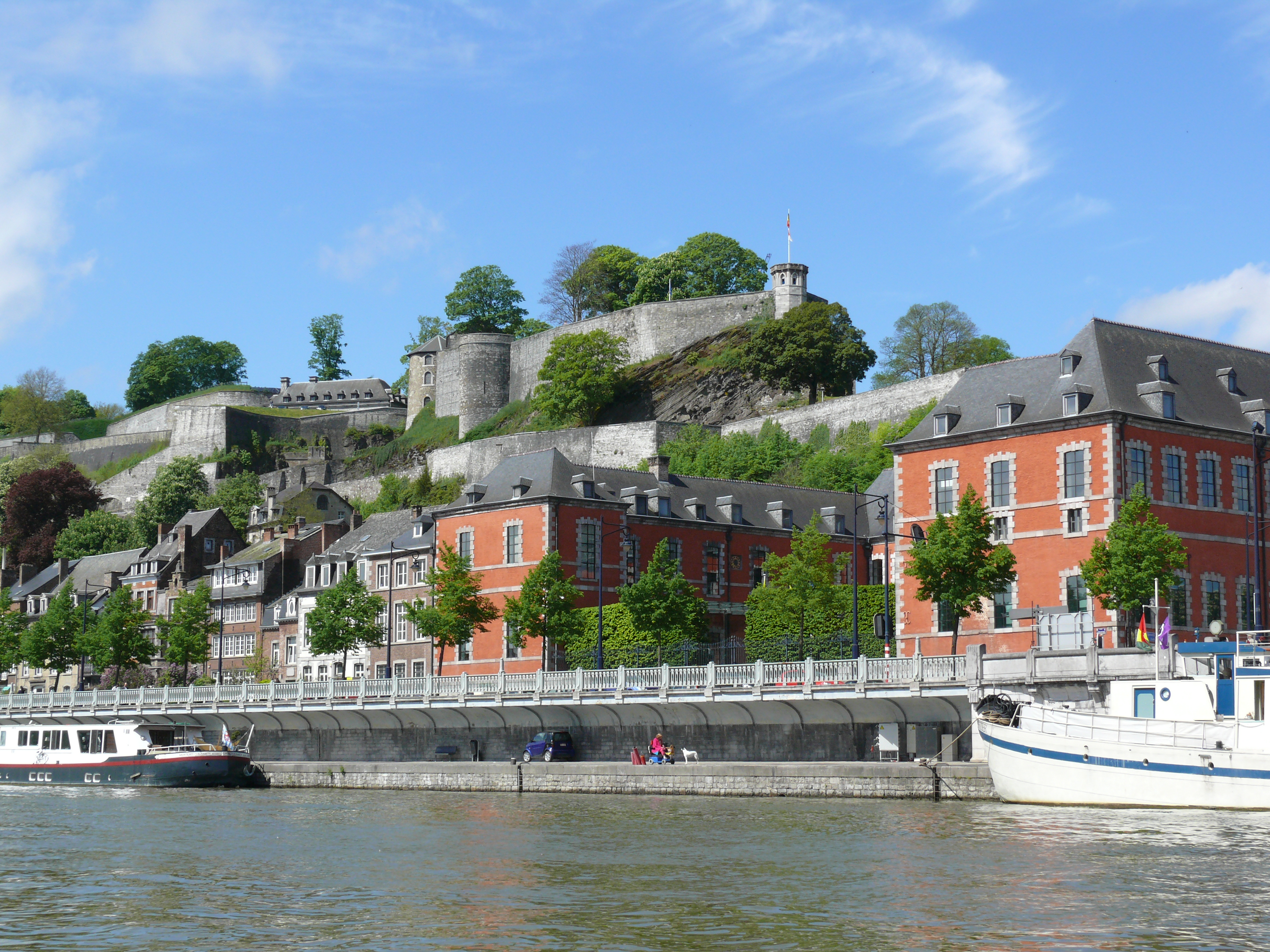
Citadel van Namen

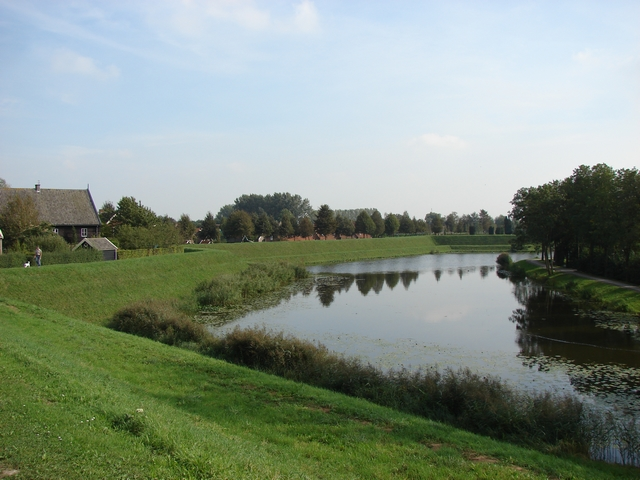
Bastions in Nieuwpoort, met precies in het midden het courtine

Vestinggracht met cunette B. Zie ook glacis A en onderwal C.

CaponnièrePlek waar flankerend geschut opgesteld kon worden in een vesting die gebouwd is volgens het polygonaal stelsel.
CavalierZie kat.
CingelwalBuitenste bedekte weg.
CircumvallatielinieVerdedigbare linie rondom een belegerde stad, ter voorkoming van ontzettingspogingen.
CitadelFort in of bij een stad dat als laatste toevluchtsoord kon dienen voor een in de stad gelegerd garnizoen, maar ook als basis van waaruit een opstandige burgerij kon worden onderdrukt. In Nederland is de Citadel van 's-Hertogenbosch als enige nog min of meer intact.
CommandementMilitaire beheersing van een gebied vanwege hogere ligging.
ContraminerenHet graven van mijngalerijen als tegenmaatregel tegen vijandelijke naderingsmijnen.
Contre-approcheLoopgraaf met een verdedigende functie, gegraven vanuit een vesting richting de approches van de belegeraars.
ContregardeDekkingswal langs de facen van een bastion, dat niet door de saillant wordt gedekt.
ContrescarpTegenover de escarp gelegen en soms bekleed talud van een bedekte weg, soms ook het buitentalud van een gracht.
ContrescarpgalerijZie caponnière.
CordonVooruitspringende, meestal halfronde, natuurstenen afdekking van een verdedigingswerk, bedoeld als afscherming tegen inwatering.
CoupureDoorsnijding in de stadswallen, bijvoorbeeld om varend verkeer van de singels de stad binnen te laten.
CourtineWal tussen twee bolwerken in.
Couvre-faceVoor de facen van een bastion, in de gracht gelegen pijlvormige wal. Niet te verwarren met een halve maan, dat is een eilandje in de gracht. Een couvre-face bestaat enkel uit een wal.
CrémaillièreDekkingswal gevormd door een aantal facen, die dekking biedt tegen ricochetvuur en gelegenheid biedt tot kruisvuur op het voorliggend glacis.
CroisadeKruising van verbindingsgalerijen.
CunetteExtra diepe geul in het midden van een vestinggracht. Bedoeld als hindernis voor vijandelijke troepen die door de gracht proberen te waden.

### D
DamsluisEen damsluis voorkomt dat water uit een inundatiegebied stroomt of voorkomt dat bepaalde stukken land tijdens inundatie onder water komen te staan.
DébouchéGemetselde aanzet van een nog aan te leggen galerij.
DefensielijnDenkbeeldige lijn die loopt van de saillant van een bastion naar de aangrenzende courtine. De lijn die loopt vanuit de saillant naar de flankhoek van het aangrenzende bastion wordt de bestendige defensielijn genoemd. De lijn vanuit de saillant naar het punt op de courtine waar deze door de denkbeeldig doorgetrokken face wordt geraakt is de strijkende defensielijn.
DefensiehoekHoek van de bestendige defensielijn met de flank van het naastgelegen bastion.
DefilerenHet onttrekken van een verdedigingswerk aan vijandelijke observatie.
Demi-luneFranse naam voor een ravelijn. Niet te verwarren met een Halve maan.
Dode hoekGebied vlak voor een vestingwal dat niet door verdedigingsgeschut kan worden bestreken.
Droge grachtGracht zonder water, meestal noodgedwongen door bodemgesteldheid of natuurlijk reliëf.
DwingelVlakke ruimte tussen twee verdedigingsmuren van een middeleeuwse vesting. De breedte is minder dan een boogafstand, de afstand die een pijl kan vliegen.

### E

Embrasure in de borstwering A, zool B, banket C, weergang D en bedding E.

Écoute of luistergalerijGalerij bedoeld om de werkzaamheden van de vijand te beluisteren.
EmbrasureSchietgat of schietsleuf in een aarden borstwering. Het schootsveld van het geschut was door een embrasure uiteraard beperkt.
EmplacementPlaats voor het opstellen van een stuk geschut.
EnceinteStadsmuur of omwalling van een stad.
EnveloppeRond de hoofdgracht gelegen beschermingswal. Was vaak voorzien van een bedekte weg. Het is mogelijk dat er aaneengeschakelde buitenwerken deel van uitmaken.
EpaulementKleine dekkingswal.
Erkertoreneen overhangend torentje op een muur of vestingwal ter bescherming van een schildwacht met vrij zicht op de omgeving van het vestingwerk.
EscarpeTalud van een gracht aan de zijde van de vestingwal. Het tegenovergelegen talud heet contrescarpe.
EstacadePaalversperring in een verdedigingsgracht of rivier.

### F

De facen komen samen in de saillant

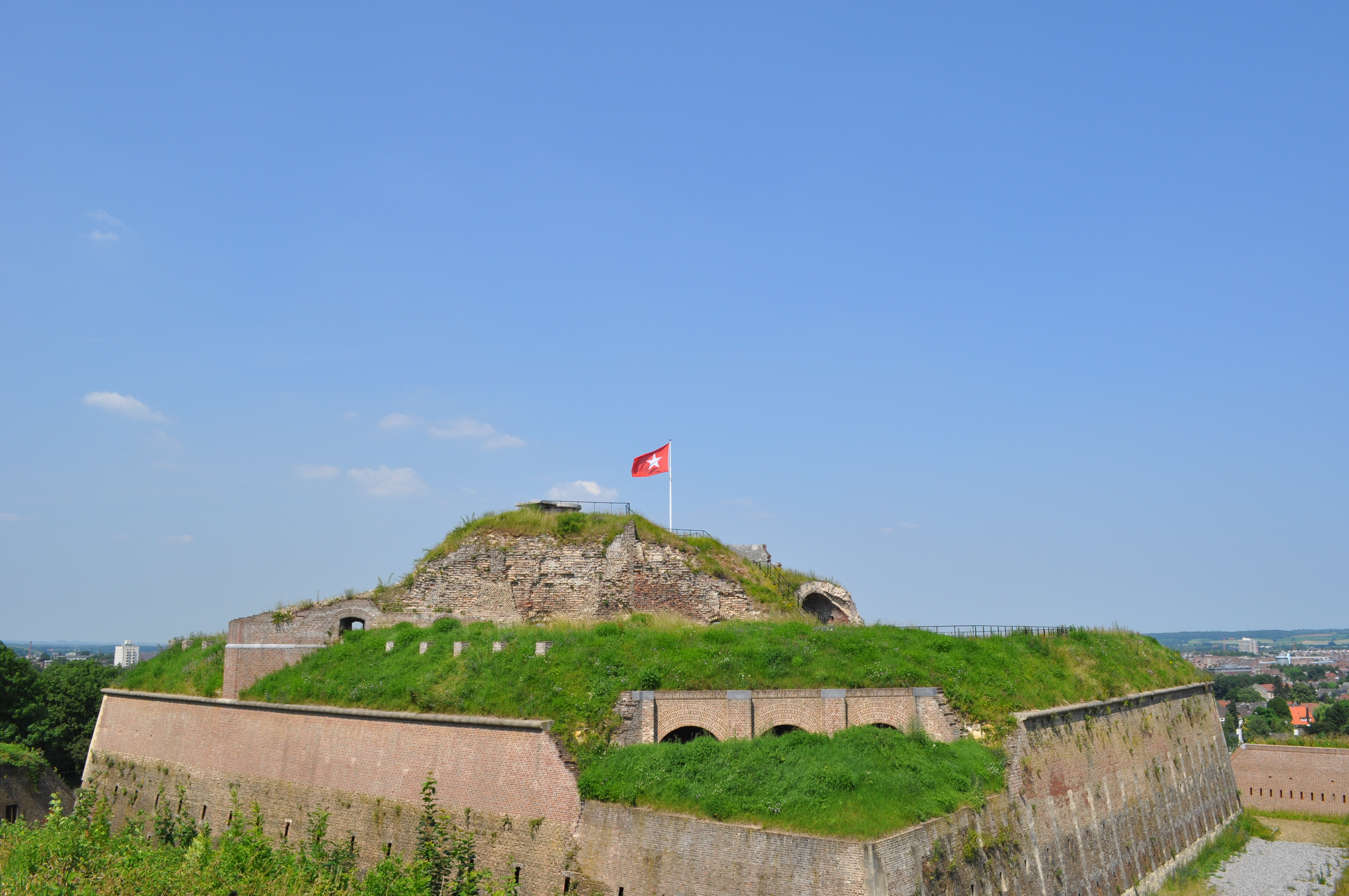
Fort Sint-Pieter

FaceDe twee naar buiten gerichte zijden van een bastion, ravelijn, flèche, redan of lunet die samenkomen in de meest naar buiten gerichte punt (saillant) van het werk.
FascinesBossen rijshout ter versterking van een borstwering.
Faussebrayezie onderwal
FlankZijkant van een bastion, ravelijn, flèche, redan of lunet, waarvanaf men de naastgelegen courtine en de facen van een ernaastgelegen werk kan bestrijken.
Flankhoek of courtinehoekHoek die de flank met de courtine maakt.
FlècheKlein pijlvormig vestingwerk bestaande uit twee wallen en een open keel. Lijkt sterk op een redan.
FortKlein zelfstandig aan alle kanten te verdedigen vestingwerk ter verdediging van strategisch gelegen gebieden en accessen. Er bestaan woonforten (met logies voor een permanent aanwezig garnizoen) en wachtforten (zonder logiesgebouwen, waar het garnizoen regelmatig moet worden afgelost).
FourneauKleine ruimte om springlading aan te brengen.
FraiseringRij stormpalen in het talud van een aarden verdedigingswerk.

### G

Voorbeeldillustratie van een glacis, boven een doorsnede, onder een bovenaanzicht

GalerijTunnel als onderdeel van een buitenwerk.
Gedekte wegDoorlopende, met aarden wal beschermde weg aan de buitenzijde van de gracht.
Gedekte gemeenschapswegDoor aarden wal en gracht beschermde weg die tussen een aantal steunpunten en een linie liep. Over deze weg kon men buiten het zicht van de vijand troepen verplaatsen of goederen transporteren.
Glacis (vesting)Flauw aflopend talud, gelegen buiten een vesting.
Glacis-coupéSteil buitentalud van de borstwering van de buitenste bedekte weg.
GordijnZie courtine.
GordingDwarsbalk om stormpalen of palissaden te koppelen.
GrachtAl dan niet met water gevulde greppel die benadering van de wal of buitenwerken moet bemoeilijken.

### H

Voorbeeld van een halve maan 2 en een hoornwerk 3

Halve maanEen soort ravelijn vóór de punt (saillant) van een bastion.
Hameioorspronkelijk een middel tot afsluiting of afperking op, of aan het einde van een brug.
Hoofdfronteen front dat aan de voorzijde van de vesting ligt; de voorzijde is de kant gericht naar de hoofdrichting van waar de vijand zou komen
HoornwerkEen buitenwerk bestaande uit twee halve bastions met een courtine ertussen. Een voorbeeld van een hoornwerk is Kostverloren.

### I
InundatieHet onder water zetten van een stuk land voor de verdediging van het achterliggende gebied. Over het algemeen zijn de inundaties niet dieper dan enkele decimeters: te ondiep voor zware boten maar te diep om in het modderige water obstakels als sloten te kunnen zien.
Italiaans vestingstelselVroege vorm van vestingbouw naar Italiaans ontwerp. Belangrijkste kenmerken zijn de lange courtines met kleine bastions die een sterk teruggetrokken flank hebben. De flanken zijn voorzien van kazematten.

### K

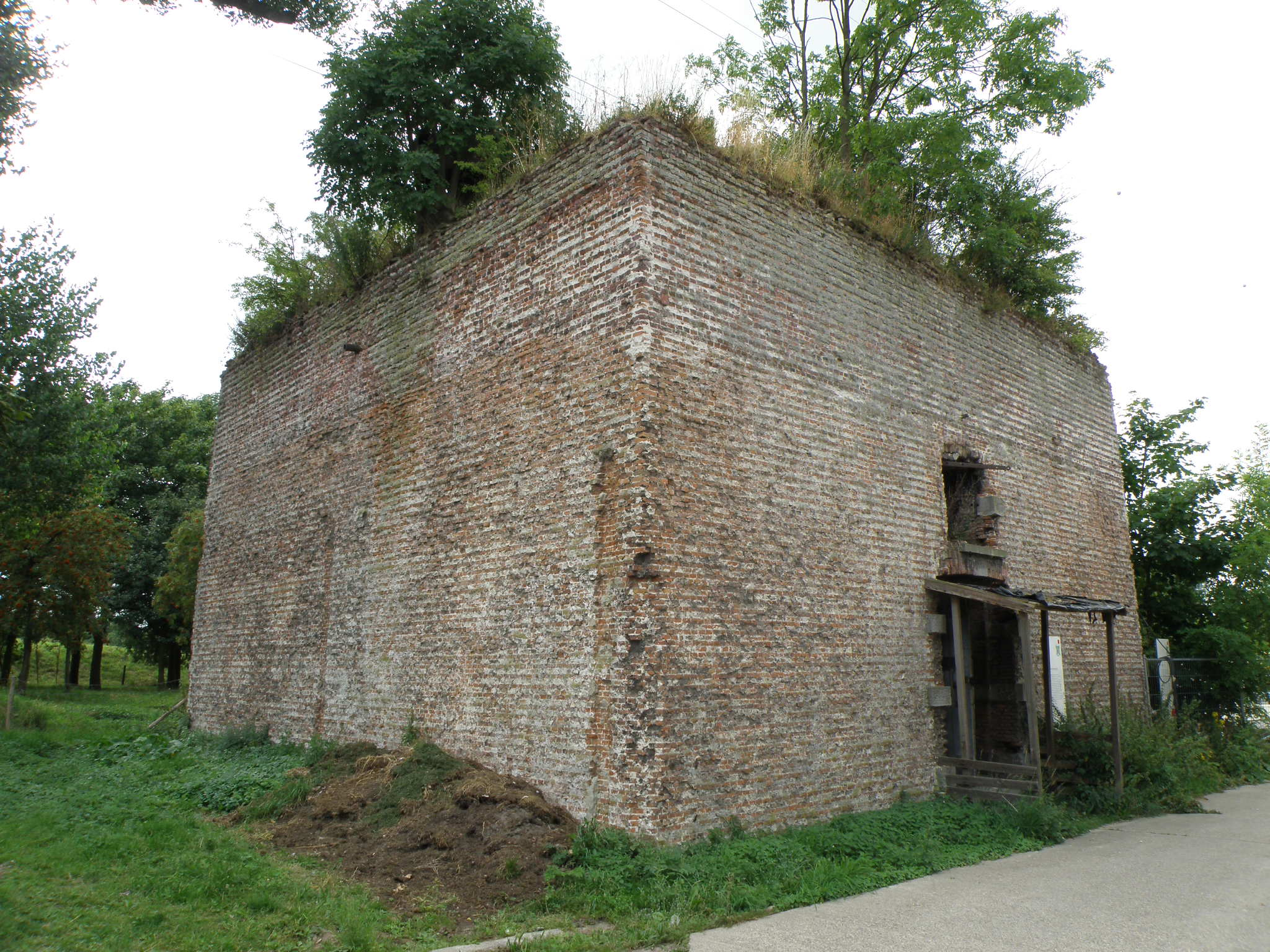
Kruithuis Fort Liefkenshoek

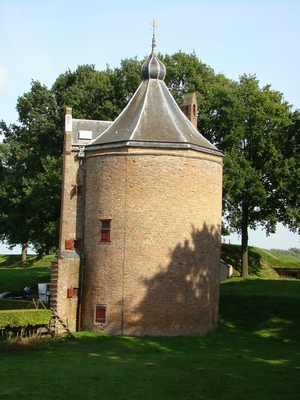
Kruittoren bij Slot Loevestein

KanteelRechtopstaand, vierkant of rechthoekig stuk van een borstwering, met eventueel een schietgat.
KapelRonde, overwelfde ruimte in een mijnenstelsel.
Kapitaal of hoofdlijn of hoofdasLijn die door de saillant van een bastion loopt en deze ongeveer in twee gelijke delen verdeelt.
Kapitale grachtHoofdgracht, direct grenzend aan de stadsmuur.
Kapitale walStadsmuur.
Kat (vesting) of cavalierVrijstaande, boven de wal uitstekende opstellingsplaats voor geschut, aan de binnenzijde van de stadsmuur.
Kazemat"Bomvrij" onderkomen voor huisvesting van geschut, manschappen of voorraden. Oorspronkelijk ingegraven in rondelen, bastions en andere bolwerken. Later ook als los, zelfstandig bouwwerk. Voorbeelden van kazematten als onderdeel van een bolwerk zijn in Nederland o.a. te vinden en te bezoeken in Naarden, Maastricht en Elburg. Kazematten als losse, zelfstandige bouwwerken zijn te vinden aan beide uiteinden van de Afsluitdijk en langs de gehele Nederlandse kust als onderdeel van de Atlantikwall.
KeelAchterzijde van een bastion of een, qua vorm, van een bastion afgeleid vestingwerk.
KeelhoekHoek tussen de doorgetrokken lijnen van de courtines in de keel van een bastion.
KogelgloeiovenOven voor het verhitten van kogels, om brand mee te stichten.
KroonwerkBuitenwerk bestaande uit twee halfbastions met een heel bastion ertussen. Gave voorbeelden van kroonwerken zijn te vinden in Bourtange en Klundert.
KruithuisPlaats waar buskruit werd gewogen, verpakt en opgeslagen. Vaak stond het kruithuis aan de rand van of buiten de stad of vesting.
KruittorenWaltoren die is ingericht als kruitmagazijn, soms ook wel pulvertoren genoemd.

### L
LampgangGang met nissen voor verlichting rond een magazijn. Voor de veiligheid zijn de nissen door middel van glas van het magazijn gescheiden. Ook wel lichtgang of spouwgang.
LinieGeheel van elkaar ondersteunende forten, schansen en andere kleinere werken die tot doel hadden om de toegang tot een bepaald gebied af te schermen. Als men over een 'stelling' spreekt, bedoelt men ook een linie. over het algemeen worden de wat kleinere linies aangeduid als een stelling.
LogementDoor de aanvallende infanterie ingenomen positie in de nabijheid van een bres. Ook wel in de betekenis van: kazemat of tamboer.
LunetKlein verdedigingswerk met twee facen en veelal korte flanken; doorgaans in de keel open maar kan ook aan de achterzijde gesloten zijn. Komt voor als zelfstandig verdedigingswerk maar ook als onderdeel van een linie. Soms ook wel aangeduid als ravelijn of halve maan, hoewel dit eigenlijk andere typen vestingwerken zijn.

### M

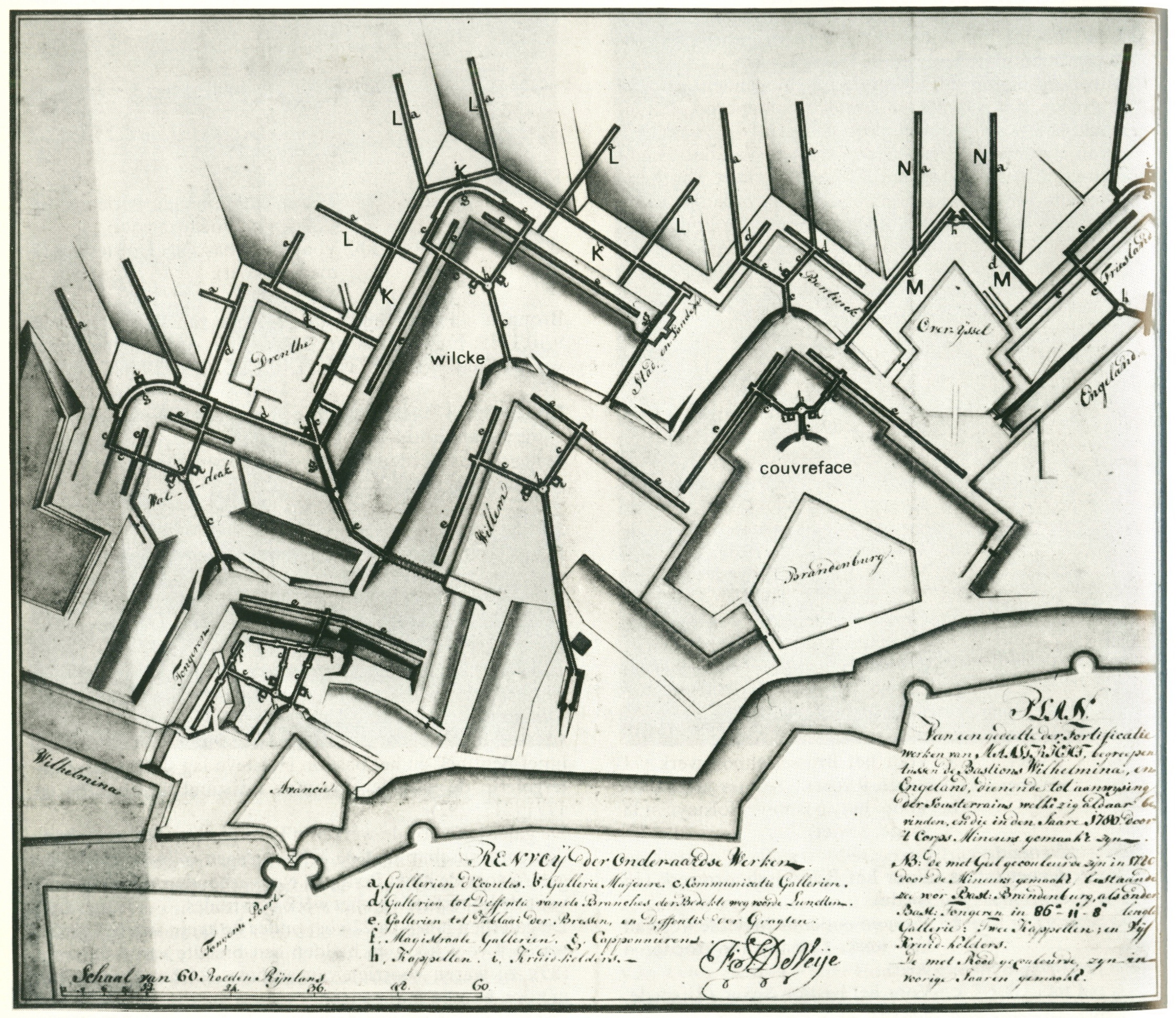
Mijnenstelsel nabij het Waldeckbastion in Maastricht

Machicoulis of mezekouwWerp- of schietgat tussen de kraagstenen van de stenen uitbouwen van torens en muren.
Mijn of mijngalerijTunnel in mijnenstelsel.
MijnkamerZie fourneau.
MijnenstelselSamenstel van ondergrondse galerijen bedoeld om vijandelijke naderingsmijnen te bestrijden.
MinerenHet graven van mijngalerijen.
MortierKanon met een korte, schuin omhoog wijzende loop, dat wordt gebruikt om tijdens belegeringen over een vijandelijke vestingwal te schieten. In Naarden zijn ze echter ook gebruikt als verdedigingsmiddel in speciaal, achter het saillant van de bastions, gebouwde mortier-kazematten.
MonnikPuntig torentje geplaatst als obstakel op een beer om te voorkomen dat dam wordt gebruikt om de gracht van een vesting over te steken.

### N
Nieuw Nederlands VestingstelselManier van het ontwerpen en construeren van vestingwerken, in de tweede helft van de 17e eeuw ontworpen door Menno van Coehoorn. Bedoeld als reactie op en verbetering van het Oud Nederlands Vestingstelsel en de Franse manier van vestingbouw zoals ontworpen door Vauban.
NevenbatterijBatterij gelegen in de directe omgeving van een verdedigingswerk, of gelegen tussen twee verdedigingswerken, en organisatorisch daartoe behorend.

### O

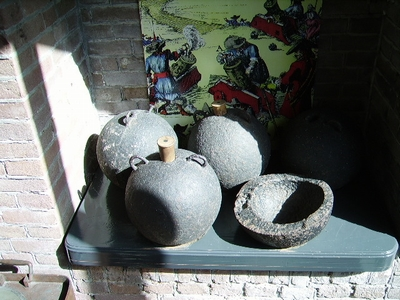
Oorbommen in Naarden Vesting

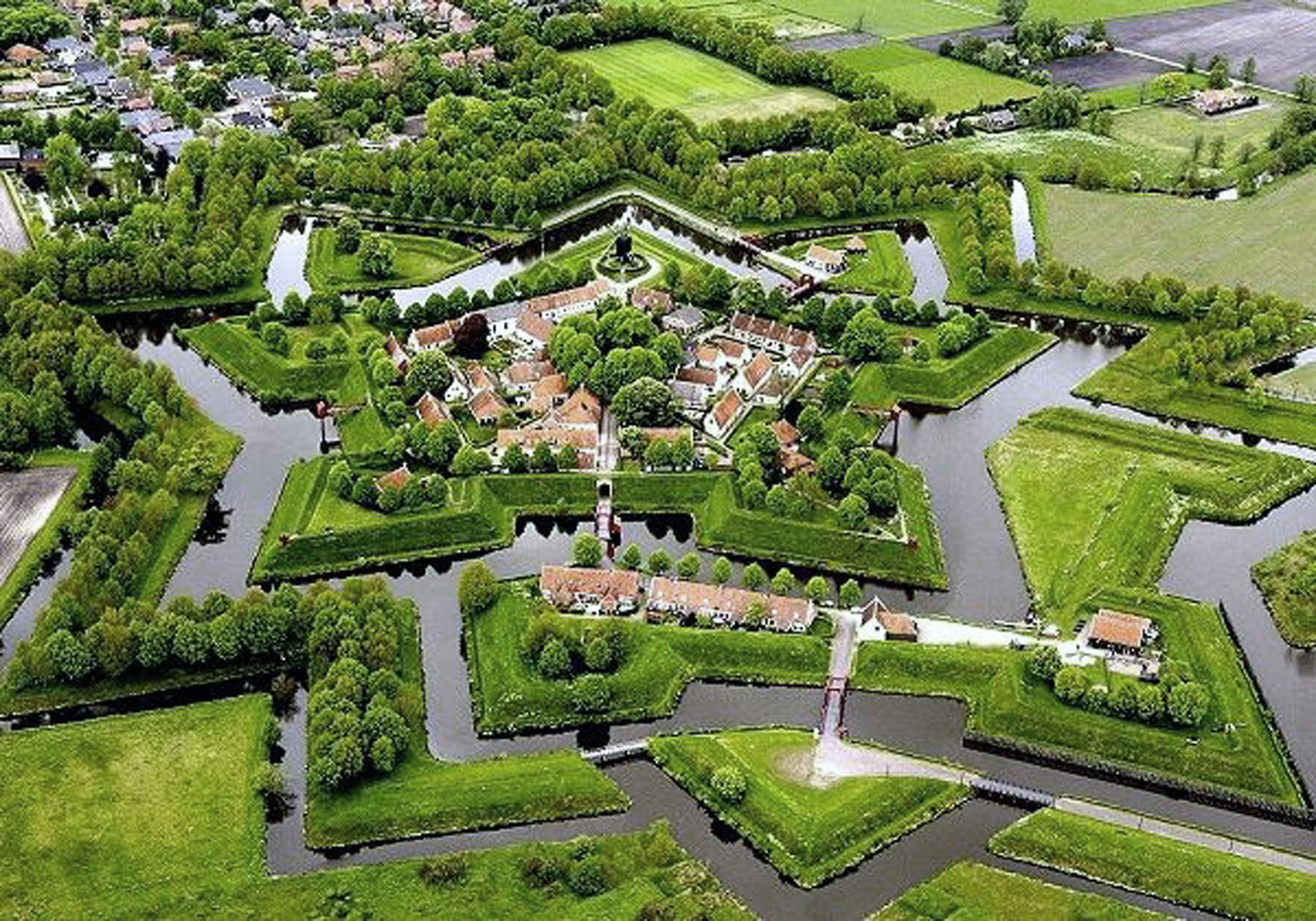
Oud-Nederlands vestingstelsel: Bourtange

OnderwalLage wal gelegen voor de hoofdwal van een vesting en bedoeld voor de nabijheidsverdediging van een vesting. Vanaf de onderwal konden soldaten met musketvuur aanstormende vijandelijke soldaten bestoken. De onderwal kwam in het Nieuw Nederlands Vestingstelsel niet meer voor omdat het een vesting uiterst kwetsbaar maakte; wanneer de onderwal eenmaal veroverd was kon men vrij gemakkelijk de hoofdwal ondermijnen aangezien verticale verdediging bij een vestingwal niet mogelijk is. In Nederland is een voorbeeld van een onderwal te zien in de vestingwerken van Heusden. Een onderwal werd vroeger ook wel 'fausse-braye' genoemd.
Ontmantelingonklaar maken van de verdediging van een vestingstad door verwijdering of sabotering van oorlogstuig, zoals kanonnen, slagbomen, valhekken en dergelijke meer. Daarna kon eventueel worden overgegaan tot slechting van muren, poorten, of buitenwerken.
OorbomGrote holle kogel voor een mortier. De holle kogel kan worden gevuld met kruit, glas en ijzeren scherven om zo als primitieve fragmentatiebom te fungeren. De opening in de bom wordt afgesloten met een speciale kurk waarin een langzaam brandende lont van sas is ingebouwd. De naam slaat op de twee ringen die als oren aan de bom zitten en waarmee de bommen in de loop van het mortier werden getakeld.
OphaalbrugEen beweegbare brug gebruikt als bijkomende verdediging van de burchtpoort.
Opril of opritNaar de walgang oplopende weg. De weg wordt gebruikt om o.a. geschut te verplaatsen.
Oreillon of orillonOorvormig onderdeel van de facen van een bastion. De facen werden doorgetrokken tot voorbij de flank van een bastion en boden bescherming tegen geschut dat van tegenover het bastion de flanken probeerde te beschieten. Bastions voorzien van oreillons kan men in Nederland vinden in Naarden, Willemstad, Utrecht (de sterrenwacht) en Hellevoetsluis.
OrgelZie valhek.
OrgelhuisjeStenen bouwwerk boven de stadspoort waarin zich het mechanisme ter bediening van het valhek bevond.
Oud-Nederlands vestingstelselAan de Nederlandse grondstoffen en landschappen aangepaste manier van het ontwerpen en bouwen van vestingwerken, vooral gebruikt tijdens de 16e en de 17e eeuw. Bedoeld als verbetering van de Italiaanse manier van vestingbouw. In Nederland goed bewaarde voorbeelden van volgens deze methode geconstrueerde vestingen zijn Heusden, Woudrichem en Bourtange.

### P

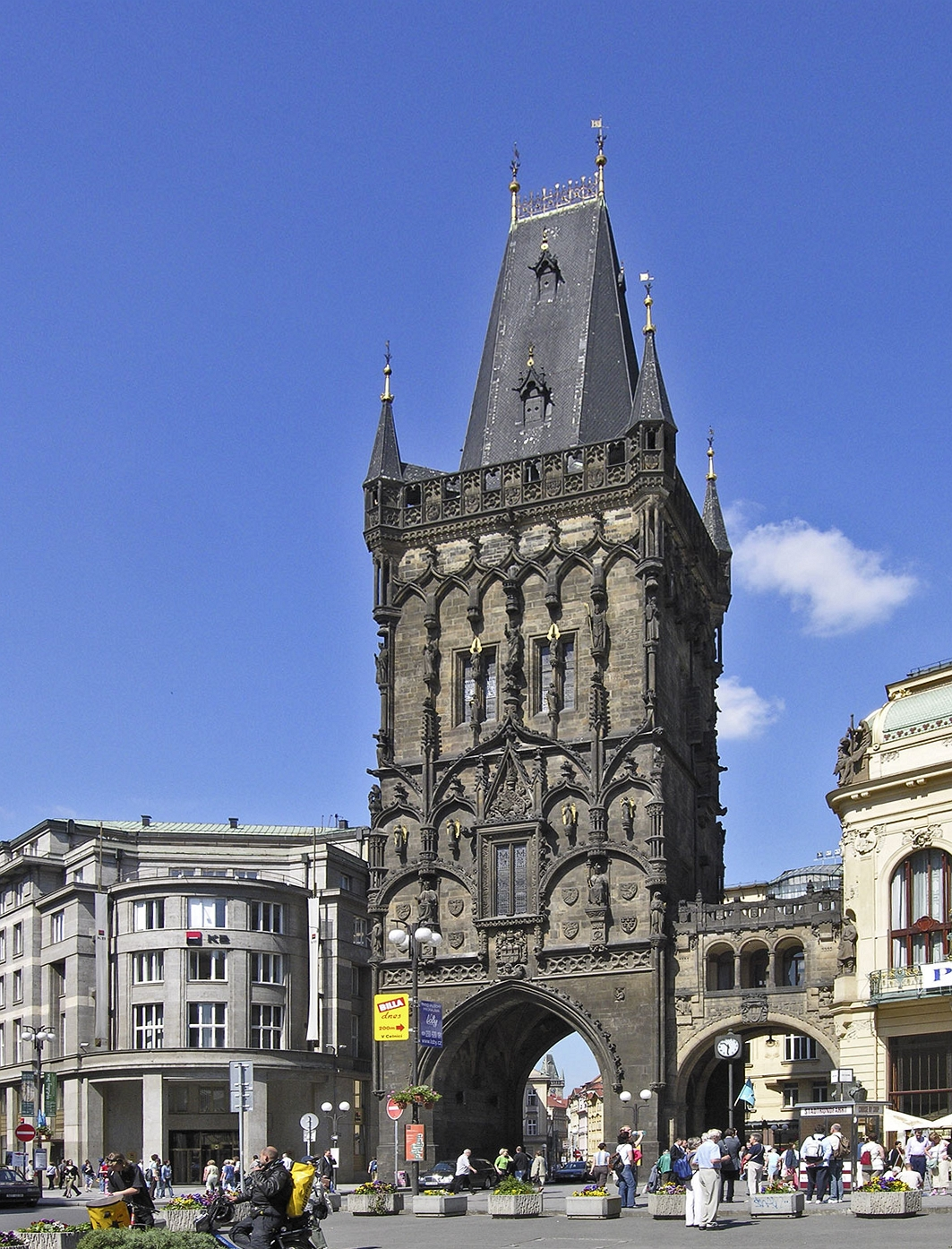
De pulvertoren van Praag

Palissade of palanqueVerschansing of afsluiting van rijen palen, die aan de bovenkant aangepunt waren.
PapenmutsAndere benaming voor een dubbele tenaille, het voorwerk.
ParadosTraverse tegen vijandig rugvuur.
ParaflancTraverse tegen vijandig flankvuur.
ParapetZie Borstwering.
PilotHeipaal bij vestingbouw.
PlongeeSchuine vlak op een borstwering.
Polygonaal stelselMethode van vestingbouw uit de late 19e eeuw waarin vestingen volgens regelmatige veelhoekige vormen werden gebouwd en waarin het geschut voor de flankering van de grachten werd opgesteld in zgn. caponnières, in plaats van op bastions.
Polygoonshoek of omtrekshoek of figuurhoekIn het polygonaal stelsel de hoek die zijden van de buitenpolygoon met elkaar maken.
PoortZie stadspoort.
PoterneAan weerskanten met deuren afsluitbare overdekte doorgang door een muur of wal. Door deze gang konden manschappen en materieel veilig naar de gedekte weg of de ravelijnen komen. Poterne zegt men ook voor een overdekte gang tussen verschillende delen van een vestingwerk.
PulvertorenOok polvertoren en kruittoren. De naam is afkomstig van het oude Nederlandse woord 'polver', wat poeder betekende. Duits:Pulver.

### R

Redan A en redoute B

Links op de voorbeeldillustratie een rondeel, rechts een bolwerk

RameauZijtak van een hoofdgalerij.
RavelijnVerdedigbaar eilandje in een vestinggracht, ter verdediging van een erachtergelegen vestingwal.
RavelijnsgrachtGracht voor een ravelijn langs.
RedanKlein vestingwerk bestaande uit twee wallen en een open keel.
RedouteKleine, geheel omsloten veldschans met alleen uitspringende en geen inspringende hoeken.
ReduitLaatste vluchtplek, bijvoorbeeld een klein zelfstandig fort binnen een grotere vesting (zoals bij Fort bij Rijnauwen, Fort bij Vechten en Fort Blauwkapel bij Utrecht. Het begrip 'reduit' kan ook in meer algemene zin worden gebruikt. Zo werd Amsterdam met haar fortengordel gezien als het reduit van de Vesting Holland.
RemiseBomvrij gebouw voor de opslag van geschut of ander materieel.
RetranchementKlein vestingwerk zonder vaste grondvorm. Dit kan de vorm aannemen van een losse gebastionneerde wal. Dit is ook het geval bij het dorpje Retranchement, dat omgeven is door een losse gebastionneerde wal met aan ieder uiteinde oorspronkelijk een kleine schans.
Revers of rugcaponnièreBomvrije caponnière met een van schietgaten voorziene frontmuur die van de vijand afgekeerd is.
Revettement of revêtementStenen bekledingsmuur van een vestingwerk.
RondeelHalfrond bolwerk. Even hoog als de stadsmuur met ruimte om bovenop enkele kanonnen te plaatsen. Vaak is het een tot walganghoogte afgebroken waltoren. Soms, zoals bij rondeel 'De Vijf Koppen' in Maastricht, een speciaal gebouwd werk. Kan beschikken over een of meerdere kazematten.
Royale sortieUitvalspoort met ruime afmetingen.

### S

Voorbeeld van een saillant. De aanvaller A kan van drie richtingen komen en de verdediging B in een hoek drijven. De twee facen komen samen in de saillant C.

Stelling van Amsterdam

SaillantPunt waar twee muren die de punt van een bastion vormen, elkaar raken.
Saillanthoek of bolwerkshoekHoek waaronder de twee facen van een bastion elkaar raken.
SasFijn, snel brandend buskruit.
SchansKlein type fort, meestal van aarde. Kon op zichzelf staan of een ondersteunende functie in een linie vervullen.
SchietgatOok: embrasure. Opening in een muur waardoor men vanuit een kasteel, vesting of bunker op de vijand kon schieten. Ook dient dit schietgat om relatief veilig de vijand te kunnen bespieden.
SchilderhuisHouten of stenen huisje waarin een schildwacht kon schuilen, niet te verwarren met een wachthuis
Schootsveldalgemene zin, het gebied dat door een vuurwapen bestreken wordt, waardoor zich geen huizen of bomen in dat gebied mogen bevinden.
SchouderhoekHoek tussen de face en de flank van een bastion, ook wel epaulementshoek genoemd.
Slechtingafbreken van stadsmuren en -poorten, of van eventuele buitenwerken, nadat deze ontdaan zijn van hun militaire functie door ontmanteling.
SlotgrachtGracht aan de buitenzijde van de courtine.
SortieUitvalspoort in vestingwerk of doorgang in een stelsel van vestingwerken.
Spaanse redouteGemetselde, vierkanten redoute voorzien van schietgaten en mezekouwen.
StadspoortToegang tot een ommuurde of omwalde vestingstad.
StaketselDwars in het vaarwater geplaatste palissade.
StormpaalAangepunte paal, bedoeld voor palissades, fraisering en staketsels (storm = bestorming, overrompeling).
Stellingverdedigingswerk, zoals de Stelling van Amsterdam

### T

Voorbeeldillustratie van een traverse A en bonnet-traverse B op de face van een vestingwerk

TamboerKlein, zelfstandig, rondom te verdedigen buitenwerk.
TenailleBenaming voor twee verschillende onderdelen van een vesting. Er kan een buitenwerk mee bedoeld worden waarvan de buitenste fronten niet bestaan uit (half)bastions, zoals bij hoorn- of kroonwerken, maar uit een in en uitspringende, zigzaggende wal. Een ander werk dat ook tenaille wordt genoemd is een losse geknikte onderwal tussen twee bastions in.
TenaillehoekOok wel de flankerende hoek genoemd. Dit is de hoek die de denkbeeldig in de richting van de courtine doorgetrokken facen van twee naast elkaar gelegen bastions met elkaar maken.
TerrepleinPlein of ruimte binnen een bastion of klein zelfstandig vestingwerk.
TorenfortEen type fort gebouwd in de late 19e eeuw. De hoofdbouw van deze forten werd gevormd door massieve stenen torens waarin de logies van de soldaten waren ondergebracht. Deze torens stonden vrij op het fortterrein en werden meestal bekroond door sierkantelen. De filosofie achter een torenfort was dat de ronde vorm het meeste kanonvuur zou af laten ketsen terwijl de toren zelf een enorme concentratie van verdedigend vuur zou kunnen herbergen. Deze bouwwerken raakten snel verouderd door de introductie van kanonnen met een getrokken loop. De meeste torens werden aangepast door er een beschuttende aarden wal omheen te leggen en door een aarden dekking op het dak aan te brengen. Voorbeelden van torenforten in Nederland die nu nog gezien kunnen worden zijn: Torenfort aan de Ossenmarkt in Weesp, Fort Nieuwersluis, Fort Honswijk, Fort Everdingen en Fort Vuren.
TraverseAarden wal of andere beschutting die haaks op de hoofdwal staat om manschappen en geschut tegen vijandig flankvuur te beschermen.
Tsjechische egelStatisch anti-tank verdedigingsobstakel gemaakt van gehoekt ijzer, ingezet tijdens de Tweede Wereldoorlog.

### V

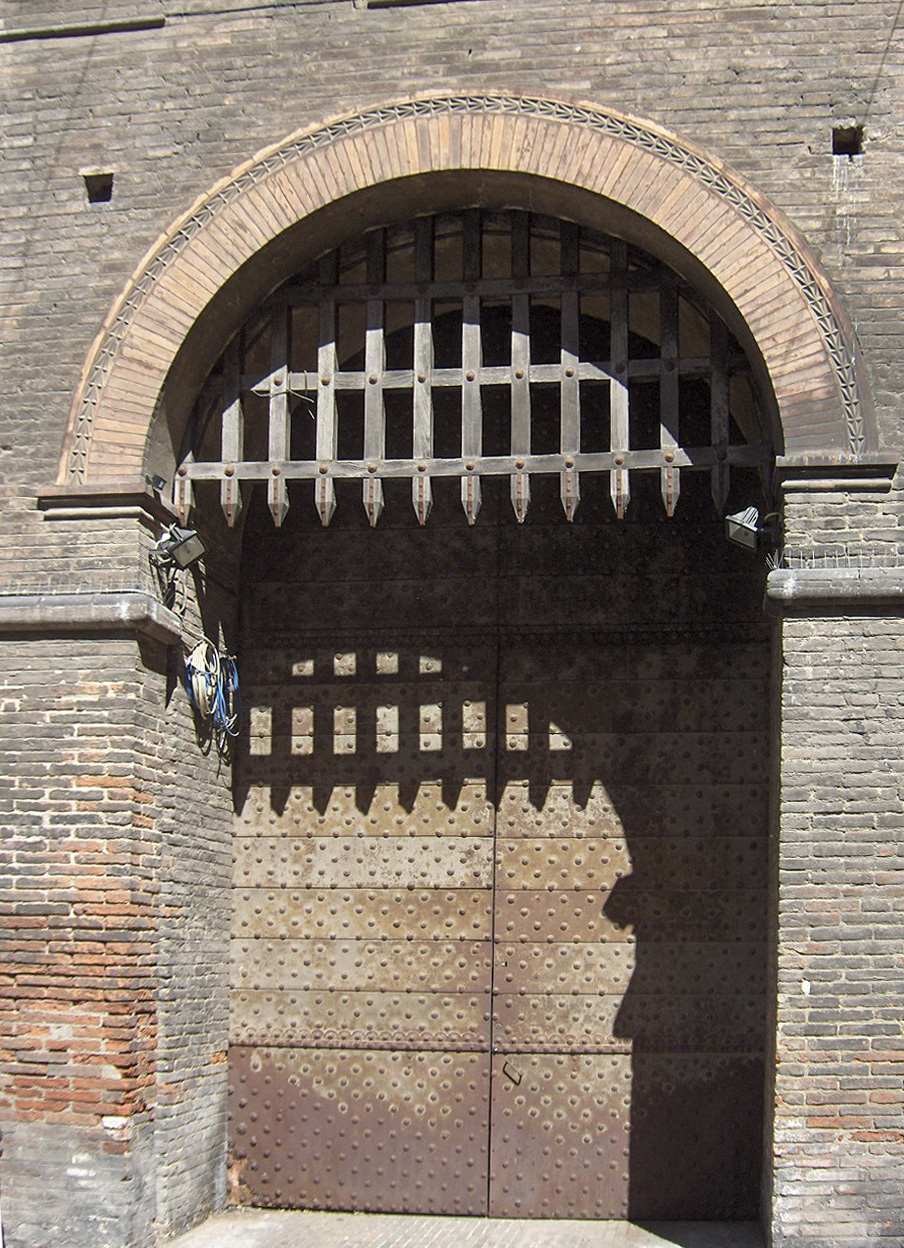
Valhek van het Palazzo d'Accursio, het stadhuis van Bologna

ValbrugOver een gracht van een verdedigingswerk gebouwde ophaalbrug of klapbrug.
ValhekHouten of ijzeren hekwerk ter afsluiting van een poortdoorgang, bevestigd in verticale sleuven in het poortgebouw waardoor het dicht (naar beneden) kon vallen.
VersterkenHet van verdedigingswerken voorzien van een terrein of bewoonde plaats.
VestingVersterkte stad, kasteel of fort ten bate van de landsverdediging. Niet elke stad die voorzien is van verdedigingswerken is een vestingstad, alleen de strategisch gelegen steden die belangrijk waren voor de landsverdediging zijn als echte vestingstad te beschouwen. Veel andere steden hadden wel verdedigingswerken, maar deze fungeerden enkel ter verdediging van de eigen stad en tegen roversbenden en ander gespuis. Zij konden zich maar zelden verdedigen tegen georganiseerde legers.
VoorwerkVerdedigingswerk gelegen voor het glacis van een vesting, maar binnen het bereik van het ondersteunende vuur daarvan. Voorbeelden van voorwerken zijn: kroonwerken, hoornwerken.
VuurEen aantal uit een vuurwapen afgegeven schoten.
VuurlijnDe bovenrand van het binnentalud van een borstwering waar men net overheen kan vuren. Ook wel binnenkruin, voorkruin, vuurkruin, vuurkam genoemd.
VuurmondEnkelvoudig stuk geschut.
VuurreepMet pek of teer overgoten bos stro. Bedoeld om brandend door de verdedigers op de naderende aanvallers te worden gegooid.

### W

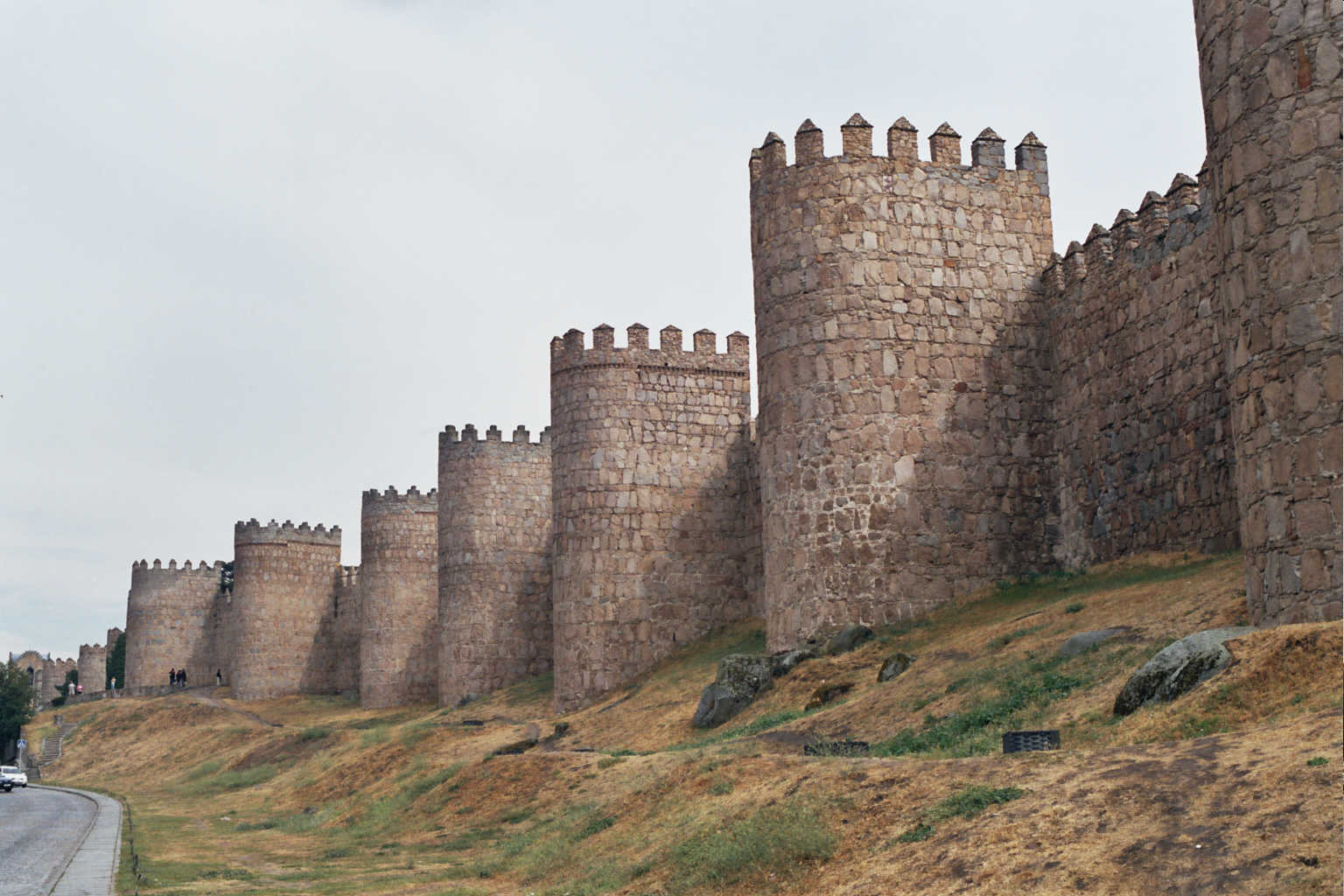
Waltorens in de vestingmuur van Ávila in Spanje

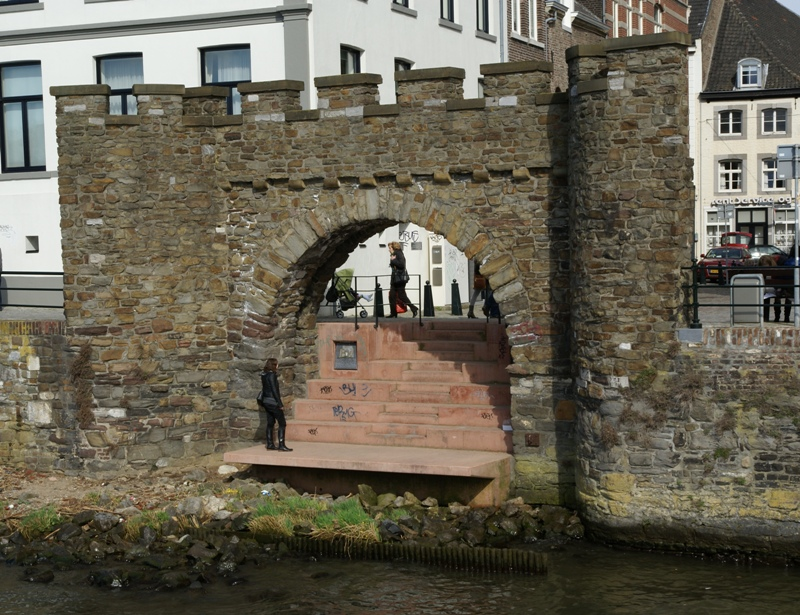
Wycker Waterpoort in Maastricht

WachthuisKlein, meestal vierkant stenen gebouw dat is voorzien van schietgaten en een aarden dekking. Rond 1850 is een groot aantal forten van wachthuizen voorzien.
Wal of walmuurAarden of stenen muur ter verdediging van een stad of kasteel.
WaltorenToren in een vestingmuur, bedoeld als uitzichtpost, opslagplaats, of voor flankeringsvuur.
WapenplaatsOpen ruimte achter een punt in de buitenwal of glacis om manschappen en/of wapens bijeen te brengen.
WaterlinieAaneengesloten stelsel van inundaties met forten die de accessen en andere strategische plaatsen bewaken. Belangrijke waterlinies in Nederland zijn de Nieuwe Hollandse Waterlinie, de Stelling van Amsterdam en de Grebbelinie.
WaterpoortEen poort in een vestingmuur die een rivier of kanaal toegang biedt tot de stad.
Weererkereen erker aan de muren van kastelen en aan de middeleeuwse vestingwerken van steden en weerkerken.
WeergangDoor kantelen gedekte omloop op het bovenvlak van een stads- of kasteelmuur.
WolfskuilPut of kuil met op de bodem puntige palen. Worden in groepen aangelegd.

### Z

Boven het ravelijn B in dit voorbeeld ligt een zwaluwstaart A

ZwaluwstaartEen type tenaille, in de hoedanigheid van buitenwerk, waarbij de naar het front gerichte zijde bestaat uit een naar binnen geknikte wal. Het geheel heeft op een plattegrond iets weg van een zwaluwstaart. Het voorwerk dat op de afbeelding hieronder met nummer 20 is aangegeven, is een zwaluwstaart.
ZoolGrondvlak van een embrasure, schietgat of schietsleuf.
ZwalpConstructie van planken en balken. Gebruikt voor het opleggen van niet in gebruik zijnde kanonlopen.

## Schematische voorstelling
Schema van een niet-bestaande vesting volgens het gebastionneerd systeem met de belangrijkste onderdelen en voorwerken daarbij afgebeeld:
|  |  | - 01 Flank - 02 Courtine (gordijn) - 03 Keel - 04 Face (van bastion) - 05 Vuurlijn (kruisvuur) - 06 Banket - 07 Glacis - 08 Bedekte weg - 09 Contrescarp - 10 Gracht - 11 Cunette - 12 Escarp - 13 Berm - 14 Buitentalud van vestingwal - 15 Plongee - 16 Banket - 17 Walgang - 18 Binnentalud - 19 Glacis (bovenaanzicht) | - 20 Tenaille (als buitenwerk) - 21 Halve maan - 22 Hoornwerk - 23 Vestinggracht - 24 Bastion (met gebogen flanken en orreillons) - 25 Ravelijn - 26 Bastion (Oud Nederlands vestingstelsel) - 27 Dubbele Tenaille (als voorwerk) - 28 Wapenplaats - 29 Bedekte weg - 30 Contre garde - 31 Courtine (gordijn) - 32 Tenaille (als verdediging van de courtine) - 33 Papenmuts - 34 Kroonwerk - 35 Revetement (bekleding van de wal) - 36 Citadel - 37 Faussebraye (onderwal) - 38 Terreplein |

Enkele nummers zijn weggevallen in het schema: nr. 6 is de verticale richel tussen 7 en 8; nr. 11 is de insnijding tussen 10 en 10; nr. 13 is de horizontale richel tussen 12 en 14. Andere nummer zijn foutief of onduidelijk geplaatst in het schema: nr 16 is de verticale richel ter rechterzijde van 15; nr. 17 is het vlakke stuk tussen 15 en 18; nr. 18 is het schuine talud ter linkerzijde van nr. 18, zoals hier aangegeven.